# Oberbilker Allee
Die Oberbilker Allee ist eine 2 km lange Ost-West-Verkehrsachse in der nordrhein-westfälischen Landeshauptstadt Düsseldorf. Sie beginnt im Düsseldorfer Stadtteil Friedrichstadt und endet in Oberbilk. Die Straße wurde am 31. Mai 1887 förmlich festgestellt.

## Verlauf und Straßenbeschreibung
Die Straße beginnt an einer Kreuzung mit der Corneliusstraße als Verlängerung der Bilker Allee. Von hier aus verläuft sie in Richtung Osten als vierspurige Hauptstraße bis zur Kreuzung Kölner Straße/Karl-Geusen-Straße wo sie als letztere weiterverläuft.
Sie unterfährt im Abschnitt zwischen der Hüttenstraße und der Philipp-Reis-Straße die Bahnstrecken Köln–Duisburg und Mönchengladbach–Düsseldorf.

## Verkehr
Die Oberbilker Allee wird von mehreren Straßen- und Stadtbahnlinien gekreuzt sowie von Straßenbahnen teilweise befahren.
Die Linien 701, 704 und 707 der Rheinbahn kreuzen die Oberbilker Allee direkt an der ersten Kreuzung Corneliusstraße/Bilker Allee-Oberbilker Allee. Die Stadtbahnlinien U74, U77 und U79 unterfahren die Straße im Bereich des U-Bahnhof Oberbilk S, wo sich auch der S-Bahnhof Düsseldorf-Oberbilk befindet. Befahren wird sie von der Linie 705 auf dem Abschnitt zwischen den Kreuzungen mit der Hüttenstraße und der Kölner Straße. An der Kreuzung Kruppstraße kreuzt außerdem noch die Linie 706.